# Třída Katsonis (1926)
Třída Katsonis byla třída ponorek řeckého námořnictva. Celkem byly postaveny dvě jednotky této třídy. Ve službě byly v letech 1927–1945. Účastnily se bojů druhé světové války. Unikly z okupovaného Řecka a v letech 1941–1945 operovaly v součinnosti se Spojenci. Katsonis roku 1943 potopilo německé námořnictvo. Sesterská ponorka Papanikolis byla vyřazena roku 1945.

## Stavba
Celkem byly postaveny dvě ponorky této třídy. Objednány byly roku 1925. Konstrukcí navazovaly na francouzskou třídu Circé. Mimo jiné se lišily zvětšenou velitelskou věží s kanónem v její přední části. První ponorku postavila francouzská loděnice Chantiers de la Gironde v Bordeaux a druhou loděnice Ateliers et Chantiers de la Loire v Nantes. Do služby byly přijaty v letech 1927–1928.
Jednotky třídy Katsonis:
| Jméno             | Loděnice                          | Založení kýlu | Spuštěna           | Vstup do služby | Poznámky                                                                                  |
| ----------------- | --------------------------------- | ------------- | ------------------ | --------------- | ----------------------------------------------------------------------------------------- |
| Katsonis (Y-1)    | Chantiers de la Gironde           | 1925          | 20. března 1926    | červen 1928     | Dne 14. září 1943 v Egejském moři taranována a potopena německým stíhačem ponorek UJ2101. |
| Papanikolis (Y-2) | Ateliers et Chantiers de la Loire | 1925          | 19. listopadu 1926 | prosinec 1927   | Vyřazena 1945. Velitelská věž vystavena v muzeu.                                          |

## Konstrukce

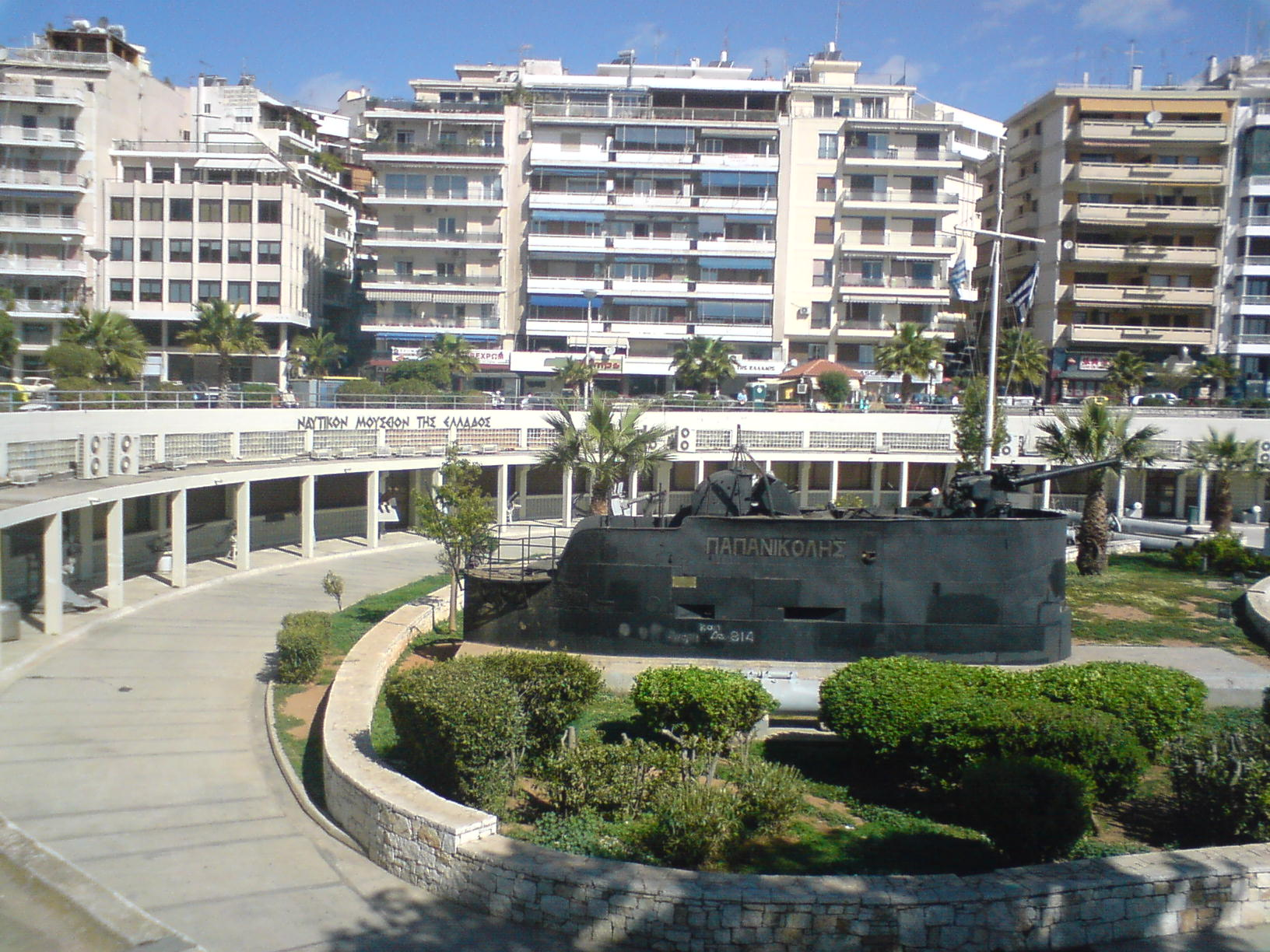
Velitelská věž ponorky Papanikolis v námořním muzeu v Athénách

Ponorky konstrukčně představovaly typ Schneider-Laubeuf. Vyzbrojeny byly jedním 100mm/40 kanónem Schneider QF a šesti 533mm torpédomety se zásobou sedmi torpéd. Čtyři torpédomety se nacházely v přídi a dva byly na zádi. Dva příďové a oba záďové torpédomety nezasahovaly do tlakového trupu ponorek. Kanón byl lafetován v přední části věže.
Pohonný systém tvořily dva diesely Schneider-Carels o výkonu 1200 hp a dva elektromotory o výkonu 1000 hp, pohánějící dva lodní šrouby. Nejvyšší rychlost dosahovala čtrnáct uzlů na hladině a 9,5 uzlu pod hladinou. Dosah byl 3500 námořních mil při deseti uzlech na hladině a 100 námořních mil při pěti uzlech pod hladinou. Operační hloubka ponoru dosahovala osmdesát metrů.

### Modernizace
Ve třicátých letech výzbroj posílil jeden 40mm/39 kanón QF Mk.VIII.